# Raveniopsis capitata
Raveniopsis capitata là một loài thực vật có hoa trong họ Cửu lý hương. Loài này được R.S.Cowan miêu tả khoa học đầu tiên năm 1972.